# Karp z Tiatyry
Karp z Tiatyry, Karpus, cs. Muczenik Karp, jepiskop Fiatirskij (Piergamskij) – biskup i męczennik, święty Kościoła ewangelicznego, katolickiego, ormiańskiego oraz prawosławnego.

## Żywot świętego
Pochodził z Pergamonu w Azji Mniejszej (obecnie Bergama w Turcji). Tradycja łacińska i grecka różnią się w szczegółach co do biskupstwa i daty śmierci św. Karpa, jednak dostępne źródła łączą je ze sobą.

### Tradycja łacińska
Według tradycji łacińskiej:
- Karp był biskupem miasta Gordos w Lidii (obecnie Gördes w Turcji),
- śmierć męczeńską poniósł ok. 165 za czasów panowania Marka Aureliusza (161-180) i Lucjusza Werusa (161-169),
- wspominany 2 stycznia i 4 kwietnia.

### Tradycja grecka
Według tradycji greckiej:
- Karp był biskupem Tiatyry,
- śmierć poniósł ok. 251 za czasów panowania Decjusza (249-251), co, jak podają źródła historyczne, jest mało prawdopodobne,
- wspomnienie obchodzone 13 kwietnia.

## Śmierć
Za odmowę kultu cesarzowi i obronę wiary w Pana wraz z diakonem św. Papilasem (Papylus) i jego siostrą św. Agatoniką (Agathonika), po wymyślnych torturach, został ścięty mieczem. Wcześniej śmierć przez chłostę poniósł jego sługa św. Agatodor (Agathodorus), który poddał się jej dobrowolnie. W tym samym czasie śmierć za wiarę ponieśli: Martialis i Izaak oraz 44 towarzyszy.
Tortury
Doradca cesarza, Walery, rozkazał przywiązać Karpa i Papilsa do koni i wlec do Sardes w Lidii. W ślad za męczennikami do Sardes podążył sługa Agatodor, którego Walery postanowił wykorzystać aby nakłonić Karpusa i Papilasa do bałwochwalstwa. Męczeńska śmierć sługi nie złamała ich wiary, więc ponownie przywiązano ich do koni i pognano z Sadres do Pergamonu. Tam kontynuowano sąd i wtrącono świętych do rozpalonego pieca. Razem z nimi weszła w płomienie Agatonika, pragnąca również umrzeć za Chrystusa. Spadł jednak ulewny deszcz, który zgasił ogień. Oprawca wydał ostateczny wyrok - ścięcie mieczem.

## Dzień obchodów
Wspomnienie liturgiczne w Kościele katolickim obchodzone jest 13 kwietnia za Martyrologium rzymskim, razem ze wszystkimi wspomnianymi męczennikami, z wyjątkiem Martialisa i Izaaka (osobne wspomnienie). Można również spotkać datę 13 października.
Wśród wyznawców prawosławia kult jest bardziej rozpowszechniony. Cerkiew prawosławna oraz Apostolski Kościół Ormiański wspomina męczennika Karpusa i trzech Towarzyszy 13/26 października, tj. 13 października według liturgii kalendarza juliańskiego a 26 października według obowiązującego kalendarza gregoriańskiego.
Ewangelicy wspominają Świętego 10 stycznia.

## Ikonografia
W ikonografii święty zazwyczaj przedstawiany jest w towarzystwie Papilasa, Agatodora i Agatoniki. Odziany jest w czerwone szaty biskupie, przed sobą trzyma Ewangelię.